# Пауэлл (округ, Монтана)
Округ Пауэлл (англ. Powell County) располагается в штате Монтана, США. Официально образован в 1901 году. По состоянию на 2010 год, численность населения составляла 7027 человек.

## География
По данным Бюро переписи США, общая площадь округа равняется 6 042,476 км2, из которых 6 024,346 км2 суша и 7,000 км2 или 0,290 % это водоёмы.

## Население
По данным переписи населения 2000 года в округе проживает 7 180 жителей в составе 2 422 домашних хозяйств и 1 634 семей. Плотность населения составляет 1,00 человек на км2. На территории округа насчитывается 2 930 жилых строений, при плотности застройки менее 1,00-го строения на км2. Расовый состав населения: белые — 92,52 %, афроамериканцы — 0,50 %, коренные американцы (индейцы) — 3,51 %, азиаты — 0,43 %, гавайцы — 0,00 %, представители других рас — 0,74 %, представители двух или более рас — 2,30 %. Испаноязычные составляли 1,95 % населения независимо от расы.
В составе 29,50 % из общего числа домашних хозяйств проживают дети в возрасте до 18 лет, 55,50 % домашних хозяйств представляют собой супружеские пары проживающие вместе, 7,70 % домашних хозяйств представляют собой одиноких женщин без супруга, 32,50 % домашних хозяйств не имеют отношения к семьям, 28,60 % домашних хозяйств состоят из одного человека, 13,30 % домашних хозяйств состоят из престарелых (65 лет и старше), проживающих в одиночестве. Средний размер домашнего хозяйства составляет 2,39 человека, и средний размер семьи 2,93 человека.
Возрастной состав округа: 21,20 % моложе 18 лет, 7,80 % от 18 до 24, 30,80 % от 25 до 44, 26,20 % от 45 до 64 и 26,20 % от 65 и старше. Средний возраст жителя округа 40 лет. На каждые 100 женщин приходится 143,20 мужчин. На каждые 100 женщин старше 18 лет приходится 151,40 мужчин.
Средний доход на домохозяйство в округе составлял 30 625 USD, на семью — 35 836 USD. Среднестатистический заработок мужчины был 26 366 USD против 20 457 USD для женщины. Доход на душу населения составлял 13 816 USD. Около 10,20 % семей и 12,60 % общего населения находились ниже черты бедности, в том числе — 16,20 % молодежи (тех, кому ещё не исполнилось 18 лет) и 6,00 % тех, кому было уже больше 65 лет.